# Criminal (banda)

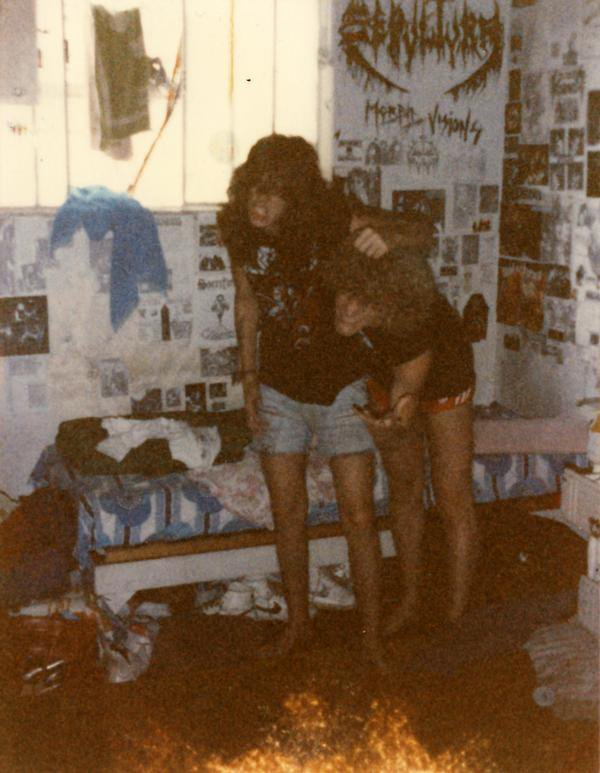
Max Cavalera,a la izquierda y Anton Reisenegger, a la derecha

Criminal es una banda chileno-inglesa de thrash metal, radicada en Colchester, Inglaterra, Reino Unido, formada a finales de 1991 en Santiago de Chile. En ese entonces estaba integrada por Anton Reisenegger en guitarra y voz, y Rodrigo Contreras en la primera guitarra. Posteriormente se les unirían J.J. Vallejo en batería y Juan Francisco Cueto como bajista. Este último puesto ha variado a lo largo de la carrera del grupo, siendo Dan Biggin, hasta ahora, el más estable a pesar de no ser un bajista innato, ya que su primer instrumento es la guitarra. A su vez, Dan se vio involucrado en la producción y creación del  disco White Hell, poniendo a disposición de la banda su pequeño estudio de grabación. La música de la banda ocupa elementos de thrash metal y death metal con una pequeña mezcla de groove metal.
Dentro de Chile se les considera como la banda de exportación más sólida del rock duro. Obtuvieron reconocimiento no sólo nacional, sino también internacional, gracias a su segundo álbum de estudio, llamado Dead Soul,  lanzado en 1997. Posteriormente, sería Sicario la grabación que les otorgaría el respeto y establecimiento en tierras europeas gracias a las buenas críticas que surgieron en diversos medios especializados.
Criminal ha publicado en total siete discos de estudio, dos en vivo y dos demos, además de la realización de un DVD que se produjo en conjunto con el disco White Hell. En tal DVD recopilan variadas presentaciones realizadas en sus últimas giras internacionales.

## Historia
A finales de 1991 Anton Reisenegger se une con Rodrigo Contreras para dar formación a una nueva banda thrash metal en el país: Criminal. Anton ya venía de liderar a Pentagram uno de los grupos death metal underground más influyentes en el ámbito mundial y cuyo reconocimiento pasa por bandas como Napalm Death y Dismember. A las pocas semanas se unen al grupo Juan Francisco Cueto y J.J Vallejo. Este último ya había tocado junto a Rodrigo Contreras en una agrupación anterior.
Su debut fue como teloneros de Kreator en abril de 1992. Ese mismo año dos demos comenzaron a circular en el ala local siendo el segundo de ellos (llamado Forked demo) muy elogiado por revistas internacionales de la talla de Terrorizer de Inglaterra y Aardshok/Metal Hammer de Holanda.
Prontamente su sonido comenzó a difundirse derivando a una intensa y prolongada agenda de presentaciones por todo el país. De este modo en 1994 grabaron su primer disco, de sello independiente, denominado Victimized el cual vendió cerca de 1000 copias en las tres semanas posteriores a su lanzamiento. Esto último llamó la atención del sello multinacional BMG el que compró los derechos del disco y fichó al grupo. El álbum fue comercializado en países como México, Argentina y Japón. Los videos de «Self Destruction» y «Disorder» empezaron a ser difundidos en MTV Latinoamérica por el programa Head Bangers ganando rápidamente protagonismo en el plano internacional. Fue así como realizaron su primera presentación fuera del país en Buenos Aires y luego en Montevideo. Al año siguiente viajan a Ciudad de México y Guadalajara para tocar en un festival de metal hispanoamericano. A la vuelta de este festival Jimmy Ponce baterista de Slavery entra en reemplazo de J.J Vallejo.
Ya en 1996 la agrupación abrió los conciertos de Bruce Dickinson y Motörhead además de lanzar un EP llamado Live Disorder.
Fue en 1997 cuando lanzan Dead Soul, según los fanes y la crítica, el mejor disco del grupo. El álbum fue publicado en los Estados Unidos y Europa. Destacan dentro de los conciertos de lanzamiento y promoción la colaboración con bandas consagradas como Exodus y Napalm Death.
A finales de 1998 sale el disco Slave Master Live el que recopila tanto temas en estudio como en vivo, incluyendo temas del demo Forked.
A principios del año 2000 Contreras y Reisenegger comenzaron a producir el tercer disco de la carrera del grupo: Cancer. Sin embargo éste recibió duras críticas por parte de los fanes ya que alegaban un cambio en el estilo catalogando el álbum de comercial y más alejado de la encomiable brutalidad que adquiría el anterior (Dead Soul). No tanto así fue la respuesta en Europa donde el álbum fue bastante bien evaluado por la crítica.
Al año siguiente Anton Reisenegger se radica en Inglaterra y conoce al vocalista de Extreme Noise Terror, grupo con el cual tocaría como guitarrista de apoyo en la gira de ese mismo año. Es así como conoce en profundidad a uno de los integrantes de la banda: Zac O´Neil (batería) quien le señala la voluntad de emprender otros rumbos musicales. De este modo, Anton no duda en mostrarle material de Criminal y lograr convencer al batería de seguir con el proyecto. Zack ya tenía planificado formar una banda junto al bajista Robin Eaglestone (ex Cradle of filth) y al teclista Mark Royce de Entwined.Ambos aceptaron de inmediato la idea del chileno dando origen nuevamente a Criminal. Cabe destacar que Jimmy Ponce y Juan Francisco Cueto ya no formaban parte de la banda.
Respecto a la internacionalización de la banda y su establecimiento en Inglaterra, Anton señaló lo siguiente en una entrevista realizada en Chile:

Yo honestamente pienso que si hubiéramos estado en Chile ya no existiríamos. Si no ves resultados y te empiezas a dar vuelta en lo mismo, también la gente se aburre de ti. No tiene sentido. Es nuestro caso, pero yo creo que cualquier persona, si se mete en una cierta rutina, al final se frustra y no tiene motivación.

Con estos nuevos integrantes iniciaron un tour de conciertos por importantes escenarios de Europa, uno de los más resaltables es el Wacken Open Air.
Lamentablemente por problemas internos, Robin Eaglestone comunica su salida del grupo debido a incompatibilidad de caracteres y a diferencias de ideas luego de tres años de gira y justo cuando se pensaba en grabar el nuevo álbum de la banda.
No Gods No Masters fue lanzado en Europa el 23 de febrero de 2004 en Springvale Studios en Suffolk, Reino Unido.El nombre fue inspirado en una consiga del Movimiento Anarquista. «La banda admite influencias de variados estilos, desde el grindcore hasta el rock melódico, pero las ha internalizado para crear un sonido absolutamente propio». El sonido de bajo tuvo que ser improvisado por los mismos guitarristas de la banda. Para las giras posteriores se reincluyó a las filas de la banda el bajista original y fundadores: Juan Francisco Cueto. Con esto se emprendió una nueva gira, incluyendo una mini gira por Chile.
Rápidamente la banda comenzó el trabajo en un nuevo disco que se publicó en el 2005 bajo el nombre de Sicario'. Este se grabó en los Stage One Studios de Borgentreich, Alemania y fue votado como uno de los diez mejores álbumes de 2005 según la revista Terrorizer. El sonido del álbum vuelve a la simpleza y a la potencia de sus riffs. Además se aprecian claras influencias de Slayer y Machine Head.El diseño gráfico del álbum estuvo a cargo de Claudio Bergamín, quien ya había participado en el diseño de No Gods No Masters.
A pesar del éxito de las giras nuevamente Criminal sufrió la ruptura de uno de sus integrantes. El incipiente bajista decidió retirarse, dándole paso a Staff Glover quien ya había tocado con la banda en una gira junto a Six Feet Under. Sin embargo es Dan Biggin quien está en las últimas giras de la agrupación debido a la abrupta salida de Glover.
Durante el 2006 la promoción del nuevo disco fue la pauta principal que marcó la agenda del quinteto destacando el Up From the Ground Festival en Gemünden, Alemania. Lo mismo sucedió el 2007 donde resalta una gira por Chile.
Criminal teloneó a Megadeth en su paso por Chile el 2008, donde tuvieron una más que destacable presentación ante cerca de 15.000 personas.
A comienzos del 2009 se aventuran con el aclamado White Hell Tour en donde promocionan su último disco llamado White Hell. La gira contempló una extensa agenda con presentaciones a lo largo de todo Chile. El White Hell Tour comenzó el martes 13 de enero en la ciudad de Buin en donde fueron teloneados por JesusMartyr, Nuclear, Battlerage y Letargo. Al día siguiente se presentarían en Rancagua donde el teloneo estuvo a cargo de JesusMartyr y Aborigen. El 15 de enero tocarían en Concepción en conjunto con Genocidio, Insanity y Sindicato De Los Muertos. El viernes 16 fue el turno de Valparaíso lugar donde JesusMartyr, Kingdom of Hate, Chronicus y Kaiowas fueron los que tuvieron la misión de abrir el recital.
El 26 de enero de 2010 tuvieron la dicha de poder tocar ante más de 50 mil espectadores en el Club hípico de Santiago al ser teloneros de la mega banda de thrash metal: Metallica la cual se encontraba en su gira World Magnetic Tour promocionando el álbum Death Magnetic .
A pesar de la estabilidad que poseía el grupo en cuanto a sus integrantes, en la última gira europea los fanes se percataron de la ausencia de uno de los miembros insignia del cuarteto, Rodrigo Contreras. En su reemplazo estuvo Olmo quien proviene de la banda vasca Gamora. Al respecto Anton Reisenegger público el siguiente comunicado en la página web.

Se que muchos de ustedes están un poco confundidos por la ausencia de Rodrigo durante estas fechas, asi que pense que seria mejor contarles cual es la situación. Rod ha decidido volver a Chile por ahora para arreglar algunos temas personales y de negocios. Nosotros esperamos que solo sea una cosa temporal y que vuelva pronto, pero por ahora el futuro esta medio incierto.

### Dead Soul(1997-2000)
Es el segundo y más aclamado álbum de Criminal, el cual fue lanzado en 1997 y contó con la producción de Vincent Wojno quien ya había trabajado junto a bandas como Kreator y Machine head. Por primera vez el grupo incluyó canciones en español como por ejemplo el tema  Hijos de la miseria.
Se vendieron más de 10000 copias sólo en Chile por lo que Metal Blade records se encargó de publicar el disco en U.S.A y Europa, obteniendo notables críticas por parte de prestigiosas revistas expertas en la materia tales como Rock Hard de Alemania y  Metal Maniacs de U.S.A. El video del tema Collide logró una difusión inédita para la banda lo cual sirvió como referencia para que fueran incorporados en el Monsters of Rock realizado en Santiago de Chile. En tal cita tocaron junto a bandas connotadas como Slayer, Anthrax y Helloween.
El disco fue estrenado en Santiago con un concierto en el que compartieron escena con Napalm death, destacando el momento en que Mitch Harris (N.D) sube para tocar Demoniac Possession de Pentagram junto a Criminal.
La gira de promoción abarcó países como Argentina, Perú, Uruguay, Venezuela y Colombia, donde se presentaron en el festival Rock al parque frente a 50 mil personas.

### White Hell(2009-2011)
White Hell es el sexto álbum de estudio de la banda y el tercero realizado en Inglaterra. Se lanzó el 27 de enero de 2009 en Europa junto con  un bonus DVD que contenía presentaciones importantes como el teloneo a Megadeth el 2008 en la Arena Santiago. Para el diseño de la carátula se recurrió al tatuador Fran Muñoz. El nombre del álbum proviene de un antiguo tema del cual sólo se tiene registro en el LP Live Disorder del año 1996.
En los doce temas del disco se ve la consolidación de los cuatro integrantes, destacando la participación de Zack O´Neil quien se luce con el doble bombo. El producto presenta una gran dosis de Death/Thrash metal, dejando ver la influencia de la escuela de Death metal proveniente de Gotemburgo, lo que  demuestra una cuota de innovación por parte del cuarteto.
El álbum obtuvo muy buena acogida por parte de los fanes y de los críticos quienes lo catalogaron como el material más maduro de la banda desde Dead Soul. A su vez Anton ha señalado que es el disco más variado de la agrupación desde sus inicios.
El primer sencillo «21st Century Paranoia» fue presentado en Chile durante la gira de enero de 2009, White Hell tour.

## Influencia
La esfera musical en que se crea Criminal es en el marco de una explosión masiva de bandas underground tanto en Chile como en Sudamérica que surgió en los ochenta. Bandas como Dorso, Sepultura, Pentagram, Massakre y los mismos Criminal son sólo alguno de los ejemplos más evidentes del nuevo movimiento que se estaba originando.
Gracias al gran impacto mundial que tuvo Pentagram en el contexto underground, Criminal ha podido contar con colaboraciones y reconocimiento de bandas como Napalm Death, Exodus y Dismember, además de participar en shows de soporte de bandas como Sepultura, Cradle of Filth, Kreator, Metallica, Megadeth, Testament y Overkill. Notable es recalcar aquella oportunidad en que Mitch Harris (guitarrista de Napalm Death) se subió al escenario para cantar un tema de Pentagram junto a Criminal, o cuando, en el marco de la promoción del álbum Dead Soul en Buenos Aires, se unieron a Exodus para cooperar en los coros del tema «Brain Dead» de la banda norteamericana.

## Imagen y publicidad
Tanto las carátulas de Victimized como Dead Soul y gran parte del material fotográfico publicitario de la banda durante la década de los 90s fue realizado por Juan Francisto Cueto, exbajista de la banda. Posteriormente, muchas de las imágenes publicitarias estuvieron a cargo del artista Claudio Bergamin, así como las carátulas de los discos Cancer, No Gods, No Masters y Sicario. El 2008 se designó al tatuador Fran Muñoz para la creación de la carátula del disco White Hell y para el material publicitario.
En cuanto a la creación y difusión de videos clips, Caco Kreutzberger se encargó de los videos: Self Destruction y New Disorder del disco Victimized y  de la canción Collide de Dead Soul. Este último tuvo gran aceptación mediática, lo que le permitió obtener una nominación en los Mtv Video Music Awards en la categoría mejor Video de Hard Rock.
El 10 de marzo de 2010 se estrenó el primer videoclip del álbum White Hell en el cual se utilizó el tema "Incubus". El video fue dirigido por el director chileno Carlos Toro.

## Miembros
- Anton Reisenegger (voz, guitarra eléctrica)
- Sergio Klein (guitarra eléctrica)
- Danilo Estrella (batería)
- Dan Biggin (bajo)

### Miembros pasados
- Rodrigo Contreras (Guitarra, fallecido en 2025)
- Juan Francisco Cueto (Bajo)
- J.J Vallejo (Batería)
- Jimmy Ponce (Batería)
- Robin Eaglestone (Bajo)
- Staff Glover (Bajo)
- Aldo Celle (Bajo)
- Olmo Cascallar
- Zac O´Neil (batería)

## Discografía

### Demos
- Demo (1992)
- Forked Demo (1992)

### Álbumes de estudio
- Victimized (1994)
- Dead Soul (1997)
- Cancer (2000)
- No Gods No Masters (2004)
- Sicario (2005)
- White Hell (2009)
- Akelarre (2011)
- Fear Itself (2016)
- Sacrificio (2021)

### EP
- Live Disorder (1996)

### Álbumes en vivo
- Slave Masters (1998)

## Enlaces
- xtreemmusic.com
- chileanmetal.com
- My Space Oficial
- elcarrete.com
- Blogspot
- Encyclopaedia Metallum - Criminal
- Archivado el 4 de abril de 2010 en Wayback Machine.
- https://www.instagram.com/criminal.band/